# Keiler García
Keiler Lázaro García Estrada (Camagüey, 14 gennaio 1990) è un calciatore cubano, centrocampista del Camagüey e della Nazionale cubana.

## Carriera

### Club
Ha sempre giocato nel campionato cubano.

### Nazionale
Ha esordito in Nazionale nel 2011.

## Palmarès

### Club

#### Competizioni nazionali
- Campionato cubano: 1

Camagüey: 2016